# Liste der Kulturgüter in Klosters
Die Liste der Kulturgüter in Klosters enthält alle Objekte in der Gemeinde Klosters im Kanton Graubünden, die gemäss der Haager Konvention zum Schutz von Kulturgut bei bewaffneten Konflikten, dem Bundesgesetz vom 20. Juni 2014 über den Schutz der Kulturgüter bei bewaffneten Konflikten sowie der Verordnung vom 29. Oktober 2014 über den Schutz der Kulturgüter bei bewaffneten Konflikten unter Schutz stehen.
Objekte der Kategorien A und B sind vollständig in der Liste enthalten, Objekte der Kategorie C fehlen zurzeit (Stand: 13. Oktober 2021).

## Kulturgüter
| Foto |                                                                               | Objekt                                   | Kat. | Typ | Standort                                         | Beschreibung |
| ---- | ----------------------------------------------------------------------------- | ---------------------------------------- | ---- | --- | ------------------------------------------------ | ------------ |
| ja   | Datei hochladen · Wikidata zu Reformierte Kirche Klosters (Q2136924)          | Reformierte Kirche KGS-Nr.: 3053         | A    | G   | Kirchgasse 786260 / 193920                       |              |
| ja   | Datei hochladen · Wikidata zu Nutli Hüschi (Gebäude) (Q109733419)             | Nutli Hüschi KGS-Nr.: 3054               | B    | G   | Talstrasse 35 786488 / 193853                    |              |
| BW   | Datei hochladen · Wikidata zu Haus Florin (Q29784840)                         | Haus Florin KGS-Nr.: 3056                | B    | G   | Serneus, Serneuserstrasse 56 782912 / 196016     |              |
| ja   | Datei hochladen · Wikidata zu Reformierte Kirche Saas im Prättigau (Q1701349) | Evangelische Kirche KGS-Nr.: 3191        | B    | G   | Saas im Prättigau, Untergasse 13 780270 / 198250 |              |
| BW   | Datei hochladen · Wikidata zu Haus Jann (Q29784841)                           | Haus Jann KGS-Nr.: 12396                 | B    | G   | Serneus, Schneuserstrasse 54 782930 / 196009     |              |
| ja   | Datei hochladen · Wikidata zu Haus Grischuna (Q29784838)                      | Haus Grischuna KGS-Nr.: 12397            | B    | G   | Bahnhofstrasse 12 786300 / 193648                |              |
| BW   | Datei hochladen · Wikidata zu Wohnhaus (Q29784847)                            | Wohnhaus KGS-Nr.: 13010                  | B    | G   | Serneus, Serneuserstrasse 68a 782840 / 195989    |              |
| BW   | Datei hochladen · Wikidata zu Wohnhaus (Q29784846)                            | Wohnhaus KGS-Nr.: 13011                  | B    | G   | Serneus, Serneuserstrasse 63 782890 / 195994     |              |
| ja   | Datei hochladen · Wikidata zu Heimatmuseum Nutli Hüschi (Sammlung) (Q2005588) | Heimatmuseum Nutli Hüschi KGS-Nr.: 17074 | B    | S   | Talstrasse 35 786488 / 193853                    |              |